# Cee Farrow
Cee Farrow, eigentlich Christian Frede Kruzinski, (* 4. September 1956 in Frankfurt am Main; † 7. Mai 1993 in Los Angeles, USA) war ein deutscher Popsänger in den USA und ein Vertreter der New-Wave- und Synthiepop-Musik.

## Leben und Wirken
Farrow kam Anfang der 1980er-Jahre in die USA und arbeitete zunächst als Model für Modelabels. Dann entschied er sich, eine Musikkarriere einzuschlagen. 1983 erschien sein erstes und einziges Album, Red and Blue, das den 91. Platz der US-Billboard-Charts erreichte. Die bekannteste Single daraus, zu der es auch ein Musikvideo gibt, war Should I love you, die auf Platz 82 in den Billboard-Charts einstieg. Die Plattenfirma ging kurz nach Veröffentlichung des Albums bankrott, so dass eine richtige Promotion des Künstlers nicht stattfinden konnte. Sein Stil war angelehnt an die New-Wave- bzw. Synthiepop-Musik.
1984 ging der homosexuelle Mann eine Scheinehe ein, um die amerikanische Staatsangehörigkeit zu erlangen. Es folgten zwischen 1985 und 1990 Auftritte in diversen Clubs und Diskotheken in Los Angeles.
1991 versuchte er mit der Single Imagination ein Comeback, das aber scheiterte.
Am 7. Mai 1993 starb er in Los Angeles an Hirnproblemen, die durch seine AIDS-Erkrankung ausgelöst worden waren, und wurde eingeäschert auf dem Greystone Monor Cemetery beigesetzt.

## Album
- Red and Blue, 1983

## Singles
- Should I love you, 1983
- Dont ask why, 1983
- Wildlife Romance, 1983
- Imagination, 1991